# Anilios micromma
Anilios micromma — вид змій родини сліпунів (Typhlopidae). Ендемік Австралії.

## Поширення і екологія
Anilios micromma відомі за типовим зразком, зібраним в регіоні Кімберлі в Західній Австралії. Вони живуть в пустелях.